# Kids in the Way
Kids in the Way é uma banda cristã de estilo hardcore punk, post-hardcore de Indianapolis, Indiana, Estados Unidos.

## Biografia
Kids in The Way foi criada em 1997 pelo líder David Pelsue, Nathan Ehman e Eric Carter, primeiramente se chamando "Serenity" e tocando cançoes bem mais leves do que as do "KITW" atual, esse estilo foi mudada pelas entradas de Hughes e Cobb (ambos não tocam mais na banda). Em 2002 é realizado o primeiro EP da banda, ao tocar junto com Audio Adrenaline, são levados pelos próprios à gravadora deles Flicker Records, o álbum debutante saiu do forno em 2003 "Safe From The Losing Fight" com maravilhosas canções como "We Are" (Tem um clip, bem underground), "Hallelujah" (nela onde se canta o tema do cd Safe From the Losing Faith, alem de "Phoenix With a Heartache". Em 2005 lançado segundo álbum "Apparitions of Melody"  o logo em seguida uma edição especial, "Apparition of Melody: The Dead Letters Edition". em 2007 o mais novo trabalho foi concluido "A love Hate Masquerade". faixa mais expressiva "Your Demon", Kids in the Way, também é realiza turnês com bandas cristãs como Relient K, Fireflight e Pillar.

## Integrantes

### Atuais
- David "Dave" Pelsue – vocal
- Nathan Ehman – guitarra, backing vocal
- Eric Carter – bateria, backing vocal
- Wille Bostic – baixo,backing vocal (Ex-Sky Harbor)

### Passados
- Rian Flynn – baixo, background vocal [2004 até 2005]
- Nathan Hughes – baixo, background vocal [2002 até 2003]
- Austin Cobb – guitarra, teclado, backing vocal [2002 até 2006]

## Discografia

### Album
- 2002 "Kids In The Way" EP Independente
- 2003 "Safe from the Losing Fight"(26 de Dezembro) Flicker Records
- 2005 "Apparitions of Melody"(10 de Maio) Flicker Records
- 2006 "Apparitions of Melody: The Dead Letters Edition"(8 de Agosto) Flicker Records
- 2007 "A Love Hate Masquerade"(18 de Setembro) Flicker Records

### Clips
- "We Are" do cd Apparitipins of Melody
- "Fiction" do Apparition of Melody: The Dead Letters Edition